# Rudecindo Roca
Rudecindo Roca (San Miguel de Tucumán, 22 de agosto de 1850 - La Plata, 28 de noviembre de 1903) fue un militar argentino que llegó al rango de general del Ejército Argentino y fue nombrado como primer gobernador del Territorio Nacional de Misiones.

## Biografía
Rudecindo Roca nació el 22 de agosto de 1850 en la ciudad de San Miguel de Tucumán, capital de la provincia homónima de la entonces Confederación Argentina, hijo del coronel Segundo Roca y de Agustina Paz. Su hermano Julio Argentino Roca llegaría a ser presidente de la república.
Recibió su instrucción primaria en el Colegio San Francisco de San Miguel de Tucumán, y la secundaria en el Colegio del Uruguay, el colegio modelo que había fundado Urquiza en Concepción del Uruguay, Entre Ríos.
El 24 de diciembre de 1864 se incorporó en calidad de aspirante al Regimiento I de Artillería, con sede en Buenos Aires. Como militar participó en la Guerra de la Triple Alianza contra la República del Paraguay, y tomó parte de la batalla de Tuyutí, en el asalto a la fortificación de Curupaytí y en la acción de Humaitá.
En 1868, cuando se produjo el levantamiento del general Nicanor Cáceres en defensa del gobernador constitucional de la provincia de Corrientes, Roca fue enviado en el mes de julio para intervenir en la represión. Su permanencia en esta provincia se prolongó hasta enero de 1869, para luego ser trasladado a la provincia de Córdoba. Entre 1869 y 1870, prestó servicios en la frontera sur de la provincia de Buenos Aires. Luego revistó como Ayudante Mayor en la campaña contra Ricardo López Jordán, para luego regresar a la frontera oeste de Buenos Aires. Posteriormente actuó como edecán y jefe del Regimiento III. También fue ayudante del presidente Nicolás Avellaneda.
Entre 1878 y 1879 participó de la Conquista del Desierto comandada por su hermano, el general Julio A. Roca. Intervino en el asedio a Buenos Aires en 1880 y luego contra la revolución de ese año en Corrientes. El 5 de agosto de 1886 fue ascendido a general de brigada y en 1893 fue nombrado jefe de la Guardia Nacional de Buenos Aires en la circunscripción sur.
Fue nombrado gobernador del Territorio Nacional de Misiones desde el 1 de enero de 1882. Su mandato estuvo marcado por una reorganización política y administrativa del territorio. Lo ostentaría hasta el 13 de abril de 1891.
Estuvo casado con Teodocia Lencisa. Falleció el 28 de noviembre de 1903 en la ciudad de La Plata, capital de la provincia de Buenos Aires.

## Gobernador de Misiones

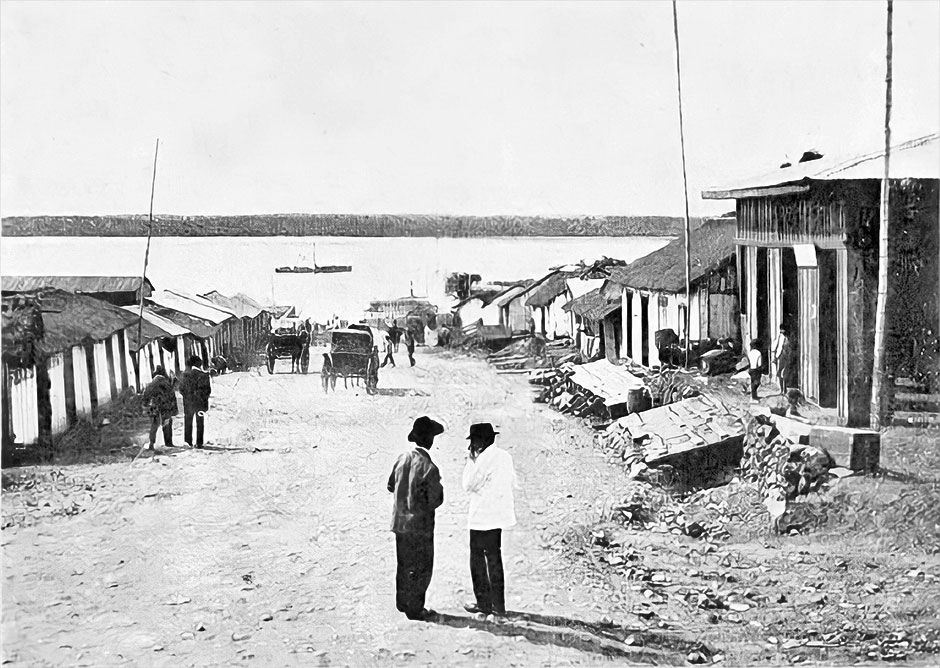
El 4 de julio de 1882, Roca solicita el traslado de la capital del Territorio Nacional al pueblo de Posadas.

El 22 de diciembre de 1881 es sancionada la Ley de Federalización de Misiones, separándola de la provincia de Corrientes. El 1 de enero de 1882, es nombrado primer gobernador del Territorio Nacional de Misiones el general don Rudecindo Roca,  por medio de un decreto del Poder Ejecutivo. El 16 de marzo de ese año, por medio de un decreto del Ministerio del Interior, se designa al pueblo de Corpus como primera capital del Territorio Nacional, pasando a llamarse Ciudad de San Martín. A su vez este decreto divide al Territorio en cinco Departamentos: San Martín, Piray, San Javier, Monteagudo e Iguazú.
Como primera medida, el 29 de marzo, el gobernador solicitó a la Comisaría General de Inmigrantes el envío de colonos para el Territorio de Misiones. El 4 de abril fueron enviados doce, catorce más el 5 de mayo, completándose con otros tres el día 20 del mismo mes.
El 4 de julio y desde su sede en San Martín (Corpus), el gobernador Roca solicita al Ministerio del Interior el traslado de la capital de Misiones al pueblo de Posadas, que hasta entonces pertenecía a la provincia de Corrientes. El 22 de agosto de 1882 la Cámara Legislativa de la provincia de Corrientes accede al pedido del Poder Ejecutivo Nacional y presta concentimiento para que sea incorporada al Territorio de Misiones el área del pueblo de Posadas y sus ejidos. El 28 de julio de 1884 el Congreso de la Nación aprueba lo resuelto por Corrientes y declara por medio de la ley n.º 1437 a Posadas como capital del Territorio Nacional de Misiones. El 16 de octubre de ese año, Roca creó las comisiones municipales de Santa Ana, Concepción de la Sierra y San Javier. Las mismas fueron regidas en un comienzo por disposiciones vigentes de la provincia de Corrientes, en especial en lo relativo a rentas. El 20 de febrero de 1883, se dispuso que Candelaria fuese considerada en adelante Colonia Nacional. La misma disposición designaba al ingenerio Rafael Herández para realizar la mensura correspondiente y deslindar el ejido del pueblo.
En 1883, Roca crea el primer Juzgado Letrado, nombrando como titular al doctor Darío Quiroga. Los jueces letrados tenían jurisdicción en los fueros civil, comercial, correccional y criminal, además de entender en las causas reservadas a los jueces federales. El primer juez debió intervenir en varios casos de robo de ganado. A partir de 1889, la administración de justicia dentro del Territorio Nacional era desempeñada por don Eugenio Ramírez, en Posadas; por don José Lobo, en Candelaria; por don José A. Mujica, en Santa Ana; por don Pedro Méndez, en Concepción; y por don Juan Calvo, en San Javier. Desde 1872, los jueces de paz de Posadas estaban también a cargo del Registro Civil, seperándose esta última repartición a partir del mes de octubre de 1890.
En julio de 1883 se comenzó a construir la Casa de Gobierno en la ciudad de Posadas, que actualmente conserva su aspecto original, con corredores que enmarcan jardines interiores, numerosos detalles de revestimientos en madera, con molduras internas y externas.
En 1885, miembros de una comisión, que estaba liderada por el ingenierno de la gobernación Carlos Lencisa, exploraron el río Paraná hasta el Iguazú. Roca había impulsado desde el comienzo de su gobierno la exploración del Territorio Nacional, tanto por vía de intentos privados como oficiales. Esta comisión logró explorar toda la zona de las Cataratas del Iguazú, recorriéndose el río hasta ese momento inexplorado, y registrándose datos astronómicos y meteorológicos, más una serie de fotografías.
En 1886, se llevó por primera vez en el Territorio de Misiones el enrolamiento de ciudadanos en las filas del ejército o Guardia Nacional, según la denominación de la época. Los varones de 17 a 45 años - si fuesen casados y hasta 50 años para los solteros - debían presentarse a efecto en la Jefactura de Policía de Posadas. También en ese año, se da nombre a varias calles de la ciudad de Posadas y se empezó a brindar alumbrado público en la Plaza 9 de Julio y las dos manzanas circundantes.
Desde fines de 1890, la gobernación del Territorio quedó a cargo del Secretario señor José Reyes, pues el coronel Roca tomó licencia y se trasladó a Buenos Aires, hasta la expiración de su mandato.

## Controversias
El 21 de abril de 1888, don Juan Bautista Romero inició un juicio por abusos y defraudación al fisco contra el gobernador Roca, radicándolo ante el Ministerio del Interior de la Nación. Asimismo, se presentó también ante la justicia del Territorio de Misiones, denunciando causas similares al gobernador y otros funcionarios, entre éstos, el Secretario de la Gobernación, el juez de Paz de Santa Ana y el sargento de policía de esta última localidad. La denuncia estaba dividida en dos partes, una de malversación por falsedad y la segunda por estafas.
Transcurrido varios meses, y considerando que las actuaciones no prosperaban, Romero y don Gaudencio Cortés publicaron un folleto en la Capital Federal denunciando a la administración de Roca en Misiones y reprochando al Gobierno Nacional de haber desoído sus reclamos sobre graves cuestiones, atribuyendo esta indiferencia al parentesco existente entre el gobernador de Misiones y altas autoridades nacionales.